# Валлен, Анжелика
Анжелика Валлен (швед. Angelica Wallén; род. 11 апреля 1986 года) — шведская гандболистка, разыгрывающая. Участница летних Олимпийских игр 2012 года в Лондоне и 2016 года в Рио-де-Жанейро в составе сборной Швеции.

## Биография
Анжелика Валлен родом из шведского городка Тибро, где она начала играть в гандбол. Позже была зачислена в состав гандбольного клуба Скёвде, с которым в сезоне 2007/2008 годов выиграла в чемпионате Швеции. Летом 2010 года Анжелика подписала контракт с датской командой первого дивизиона «Эсбьерг» . В 2013 году она перешла в другой датский гандбольный клуб Рейнджерс. В сезоне 2015/16 годов она была заиграна за французский клуб «Тулон Сен-Сир Вар». Затем перешла в шведский первый дивизион в клуб «Скуру».
С 2017 года и на протяжении трёх сезонов она работала по контракту в датском гандбольном клубе первого дивизиона «Нюкёбинг Фальстер». С Нюкёбингом она выиграла в 2018 году Кубок Дании. В сезоне-2020/21 выступала за датский «Оденсе». Карьеру закончила после сезона в шведском клубе «Севехоф».

## Карьера в сборной
Она принимала участие в играх своей сборной на чемпионате Европы 2008 года, где сборная Швеции стала серебряным призёром турнира.
Летом 2012 года она была приглашена в сборную для участия в летних Олимпийских играх в Лондоне. Шведская сборная на том турнире не смогли выйти из группы.
С национальной сборной она также приняла участие в летних Олимпийских играх 2016 года в Бразилии, где Швеция уступила в четвертьфинале сборной Норвегии.
За сборную суммарно сыграла 78 игр и забила 100 голов.